# Tratado Victoria-Vélez
O Tratado Victoria-Vélez foi um acordo assinado em Bogotá entre os plenipotenciários da Colômbia, Jorge Vélez, e do Panamá, Nicolás Victoria Jaén, em 9 de julho de 1924. O objetivo deste era solucionar os diferendos fronteiriços entre os dois países que surgiu após a separação do Panamá da Colômbia em 1903 e que o Tratado Thomson-Urrutia não foi capaz de resolver.
O tratado foi aprovado pelo Congresso da República da Colômbia pela Lei 53 de 1924. Estabeleceu assuntos relativos aos limites terrestres comuns com base no estabelecido pela lei colombiana de 9 de junho de 1855. A troca de ratificações ocorreu em Bogotá em 31 de janeiro de 1925 e territorialmente abrigou desde o cabo Tiburón até o ponto equidistante entre as puntas Cocalito e Ardita.
Como o governo colombiano não pensava que um dia os Estados Unidos devolveriam a Zona e o Canal ao Panamá, não foi especificada a forma como os direitos colombianos reconhecidos no Urrutia-Thomson seriam consagrados nesta eventualidade. Tampouco Vélez-Victoria incluiu qualquer cláusula que protegesse os direitos colombianos nessas circunstâncias.